# Венсан, Альфонс Гекторович
Альфо́нс (Алекса́ндр) Ге́кторович Венса́н (1844, Москва — 14 июля 1888) — русский архитектор, автор проекта церкви Иоанна Златоуста в Донском монастыре и других построек в Москве и Крыму.

## Биография

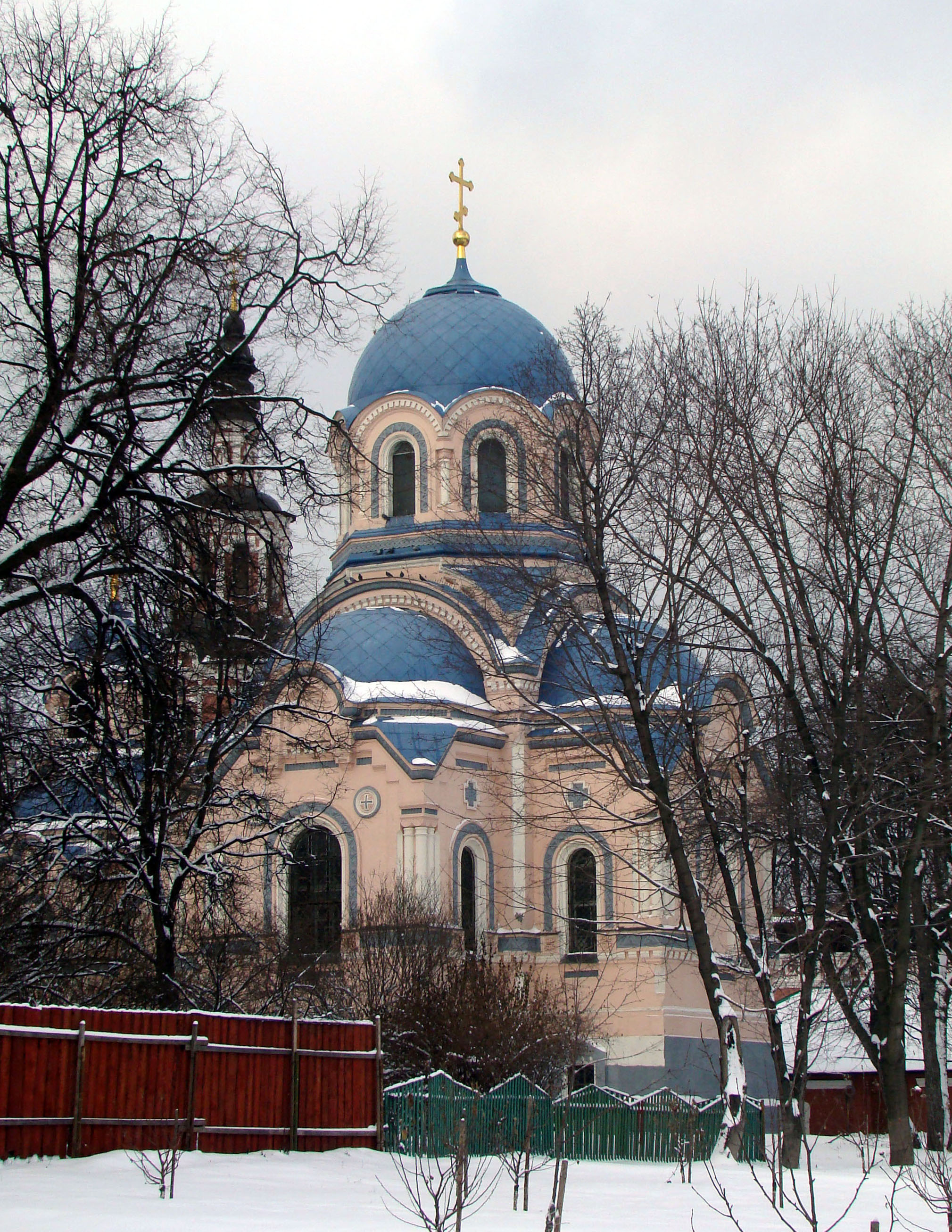
Церковь Иоанна Златоуста в Донском монастыре

Родился в 1844 году в Москве. Окончил Императорскую Академию художеств, в 1870 году получил звание классного художника архитектуры. С 1871 года состоял на службе в Удельном ведомстве, являлся архитектором императорского имения «Ливадия». В 1877 году получил звание классного художника архитектуры первой степени. В 1879—1882 годах служил архитектором Московской удельной конторы. В 1883 году принял православие с именем Александр. В 1884 году был назначен смотрителем Храма Христа Спасителя. Осуществлял строительство по проектам других архитекторов. Сын — архитектор А. А. Венсан.

## Постройки
- Императорский дворец «Эреклик» по проекту А. И. Резанова (Крым)[2];
- Вознесенская церковь (1874—1875, Ливадия, Крым)[3];
- Звонница Крестовоздвиженской церкви по проекту Д. И. Грима (1879, Ливадия, Крым)[4];
- Рущукская колонна (1879, Ливадия, Крым);
- Особняк князя Б. В. Святополк-Четвертинского, по проекту П. С. Бойцова (1887, Москва, Поварская улица, 50/53), ныне — Центральный дом литераторов; объект культурного наследия регионального значения[5]
- Церковь-усыпальница Первушиных (Церковь Иоанна Златоуста) в Донском монастыре (выстроена после смерти Венсана в 1889—1892 годах В. Д. Шером, В. П. Гавриловым и М. П. Ивановым; Москва, Донская площадь, 1, стр. 14), объект культурного наследия регионального значения[5].